# کولمان موزا
کولُمان موزا (آلمانی: Koloman Moser؛ تلفظ آلمانی: [ˈko:loman ˈmo:zɐ]؛ ۳۰ مارس ۱۸۶۸ – ۱۸ اکتبر ۱۹۱۸) نقاش، گرافیست و هنرمند اتریشی بود که تأثیر قابل توجهی بر هنر گرافیک قرن بیستم گذاشت و یکی از هنرمندان پیشرو در انجمن جدایی وین و از بنیانگذاران کارگاه‌های وین بود. موزا تعداد زیادی آثار هنری شامل نقاشی، کارهای گرافیکی، تمبر، تصاویر برای نشریات، طراحی مُد، پنجره‌های شیشه رنگی، چینی‌آلات و سرامیک، جواهرات و مبلمان طراحی کرده‌است.

## زندگی
کولُمان موزا در سی مارس ۱۸۶۸ در وین به دنیا آمد. او فرزند یوزف موزا مدیر مدرسهٔ ترزانیوم در وین و همسر او ترزیا بود. پس از اتمام دورهٔ ابتدایی در مدرسهٔ هاندلز، تحصیلات هنری خود را از سال ۱۸۸۶ در آکادمی هنرهای زیبا وین آغاز کرد و سپس از سال ۱۸۹۳ در دانشگاه هنرهای کاربردی وین که خود از سال ۱۸۹۹ در آن به تدریس مشغول شد، دنبال کرد. پس از مرگ پدرش در ۱۸۸۸ برای تأمین هزینهٔ تحصیلش تعداد زیادی تصویرگری برای نشریه‌های هنری مانند نشریهٔ مُد وین انجام داد.
موزا از سال ۱۸۹۲ تا ۱۸۹۷ عضو کلوپ «هفت» بود که بعداً جدایی وین از آن به وجود آمد. او در آماده‌سازی حدود صد و چهل تصویر برای نشریهٔ این انجمن به نام لاتینی Ver Sacrum به معنی بهار مقدس مشارکت داشت و طراحی و سازماندهی نمایشگاه‌های انجمن را نیز تا حد زیادی به عهده گرفت. در همین زمان موزا خود نیز مشغول انجام دادن کارهای هنری دستی بود.
در سالهای ۱۸۹۷ و پس از آن موزا به شهرهای مختلفی از جمله مونیخ، درسدن، لایپزیگ، پاریس، پراگ و برلین سفر کرد. در ۱۹۰۰ در نمایشگاه بین‌المللی پاریس شرکت کرد و در ۱۹۰۱ از کارخانه‌های شیشه‌گری بوهِمی (در جمهوری چک کنونی) دیدن کرد. در ۱۹۰۲ موزا به همراه مادر و خواهرش به آپارتمان و آتلیه‌ای که یوزف هافمن یکی از همدوره‌ای‌هایش بر یکی از تپه‌های شمال وین ساخته بود و کارل مول نقاش اتریشی در آن زندگی می‌کرد نقل مکان کرد و آپارتمان را با مبلمانی که خودش طراحی کرده بود تجهیز کرد.
در ۱۹۰۳ یوزف هافمن به همراه کولُمان موزا و فریتز وِرندورفر کارگاههای وین را پایه‌گذاری کردند. هدف از ایجاد این کارگاه‌ها ترویج هنر و صنایع دستی در برابر تولیدات صنعتی بود. در این کارگاه‌ها لوازم خانگی مانند وسایل آشپزخانه، اشیای نقره، شیشه‌آلات، فرش و منسوجات با رویکرد زیبا و کاربردی بودن طراحی و تولید شد. نخستین نمایشگاه تولیدات این کارگاه‌ها در سپتامبر ۱۹۰۴ در برلین برگزار شد که از سوی کولُمان موزا طراحی شده بود.

در این سال او همچنین موزائیک‌های محراب و پنجره‌های شیشه رنگی کلیسای سنت لئوپولد (Kirche am Steinhof) در وین را طراحی کرد که از بناهای برجستهٔ سبک هنر نو به‌شمار میرود و توسط اوتو واگنر معمار نامدار اتریشی طراحی شده‌است. در سال ۱۹۰۵ موزا همراه با گروه گوستاو کلیمت جدایی وین را ترک کردند. 

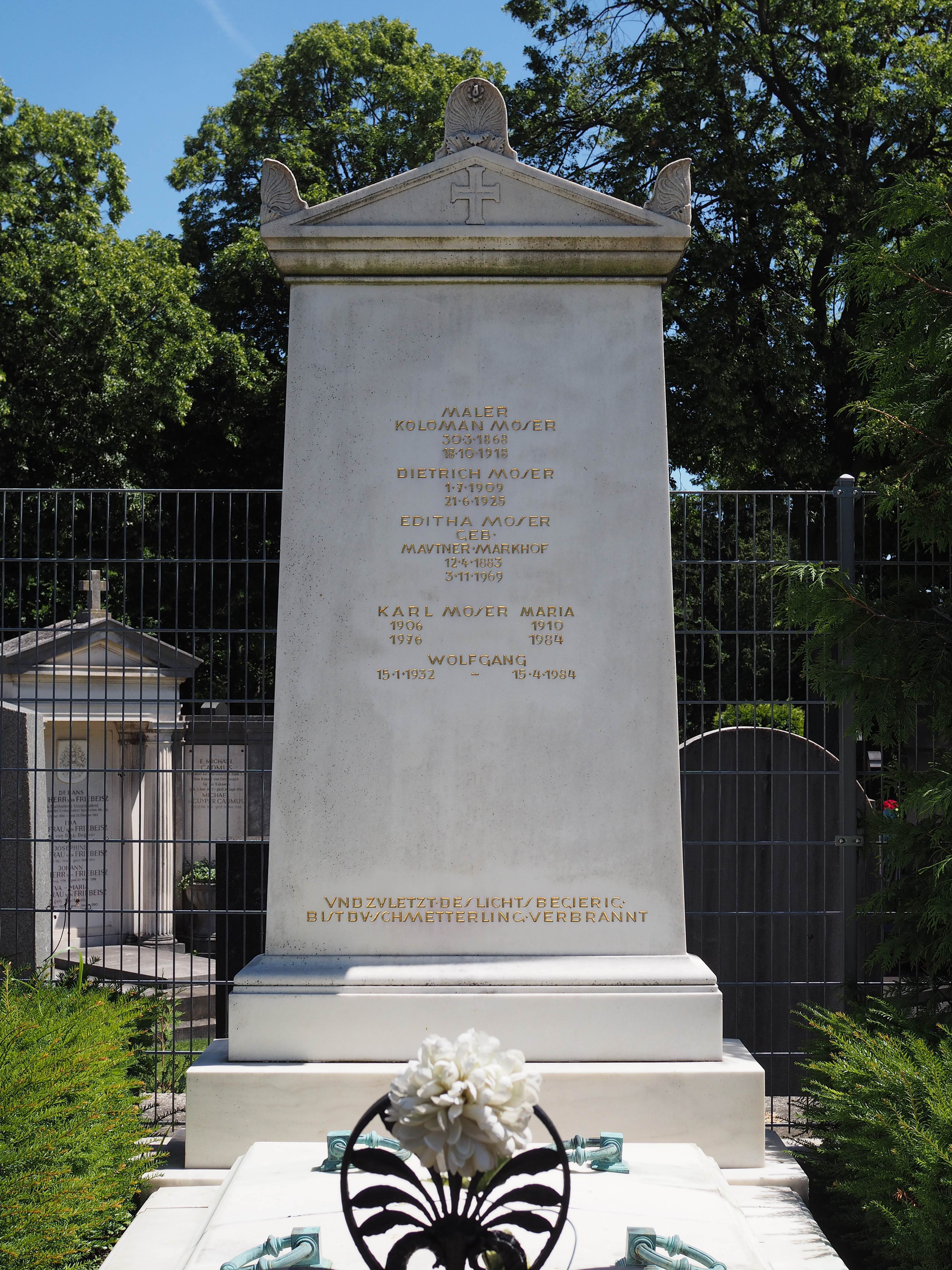
آرامگاه خانوادگی موزاها در وین

در همین سال او با دیتا ماوتنِر مارکهوف هنرمند گرافیست و دختر صنعتگری ثروتمند ازدواج کرد و به دلیل این ازدواج موزا مذهب خود را نیز تغییر داد. آنها به آپارتمانی در باغ قصر ماوتنر مارکهوف نقل مکان کردند که آنجا را نیز با مبلمانی که خود طراحی کرده بود، آراست. یک سال بعد نخستین پسرشان کارل به دنیا آمد. پسر دوم آنها نیز در ۱۹۰۹ به دنیا آمد که در شانزده سالگی درگذشت.
کولُمان موزا کارگاههای وین را نیز به دلیل اختلاف با ورندورفر در ۱۹۰۷ ترک کرد و از این زمان به بعد بیشتر وقت خود را صرف نقاشی کرد. در فاصلهٔ سال‌های ۱۹۰۸ و ۱۹۱۶ در نمایشگاه‌های مختلفی از جمله نمایشگاه هنر وین و نمایشگاه بین‌المللی هنر در وین، همچنین نمایشگاه‌های دیگری در آلمان و ایتالیا شرکت کرد. در ۱۹۱۱ موزا تنها نمایشگاه انفرادی خود را نیز در وین برگزار کرد.
در ۱۹۱۶ موزا دریافت که به سرطان حنجره دچار شده‌است و دو سال بعد از دنیا رفت. خیابانی در منطقهٔ ۲۲ وین به نام او نامگذاری شده‌است. همچنین در ۱۹۸۹ سکهٔ یادبودی از نقره با تصویر چهرهٔ او بر یک روی آن و تصویر پنجرهٔ شیشه رنگی که موزا برای ساختمان انجمن جدایی طراحی کرده بود بر روی دیگرش ضرب شد.

## سبک و آثار
کولمان موزا یکی از هنرمندان مطرح وین در آغاز قرن بیستم بود. او را میتوان از جمله نمایندگان برجستهٔ هنر نو به‌شمار آورد. موزا مدتی نیز به سبک امپرسیونیسم گرایش یافت و پس از آن کاملاً تحت تأثیر فردیناند هودلر نقاش بزرگ سوییسی قرار گرفت. او به ویژه در زمینهٔ صنایع دستی فعال بود. بزرگترین مجموعه از کارهای دستی و نقاشیهای او در موزهٔ لئوپولد وین در نمایشگاه دایمی «وین ۱۹۰۰» در معرض دید عموم قرار دارد.

## نگارخانه

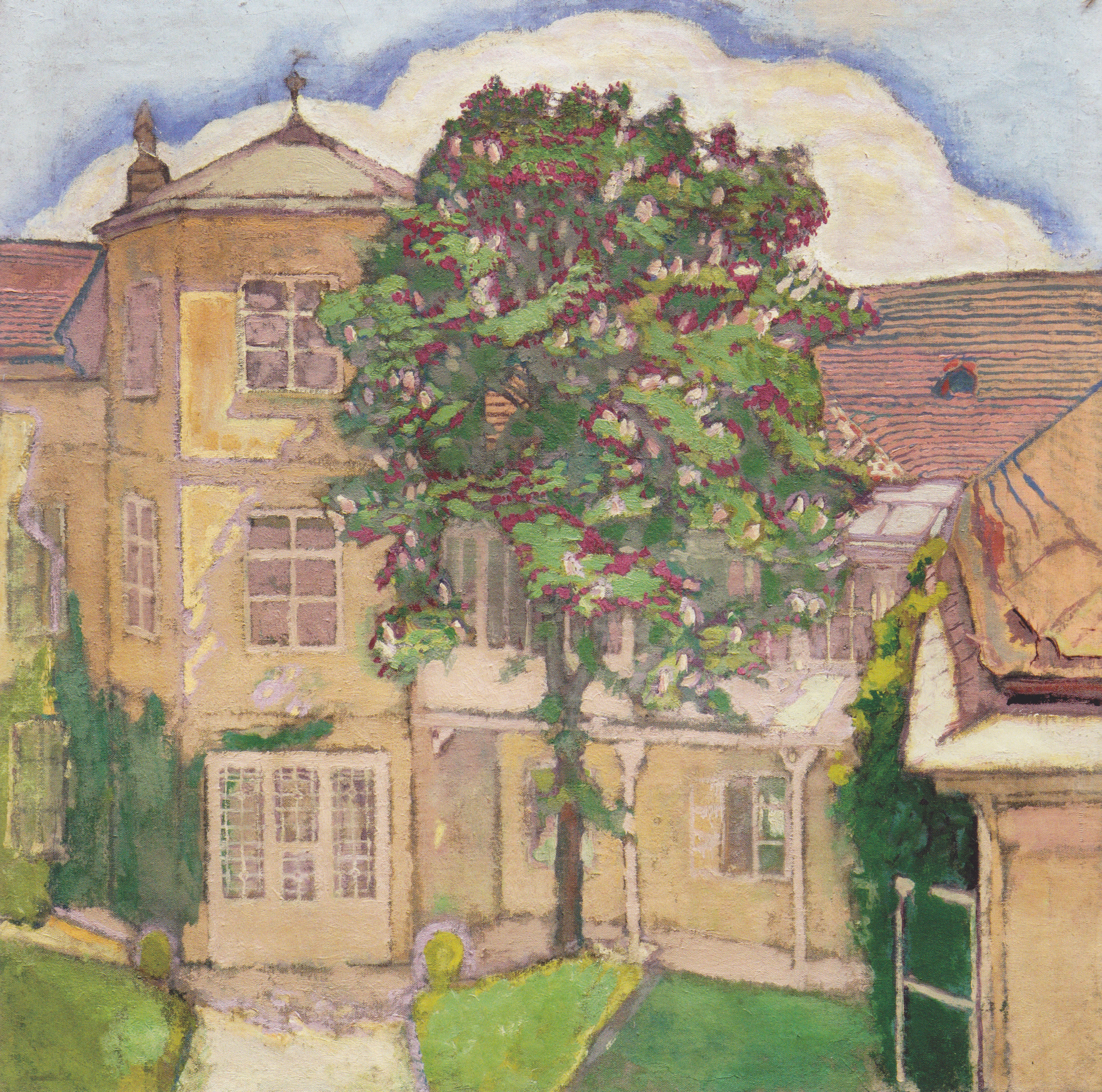
درخت شاه‌بلوط شکوفان
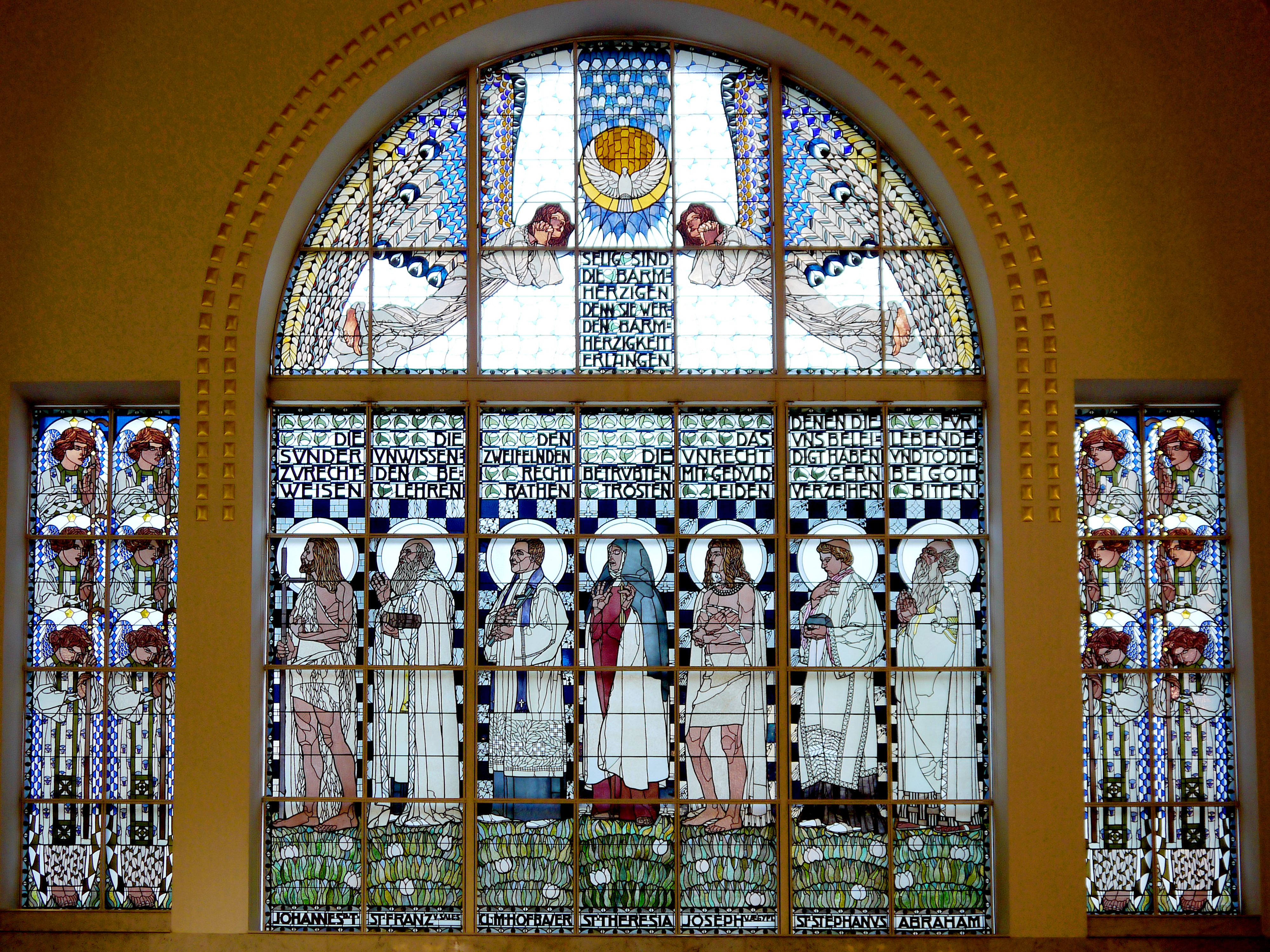
پنجرۀ شیشه رنگی کلیسای سنت لئوپولد
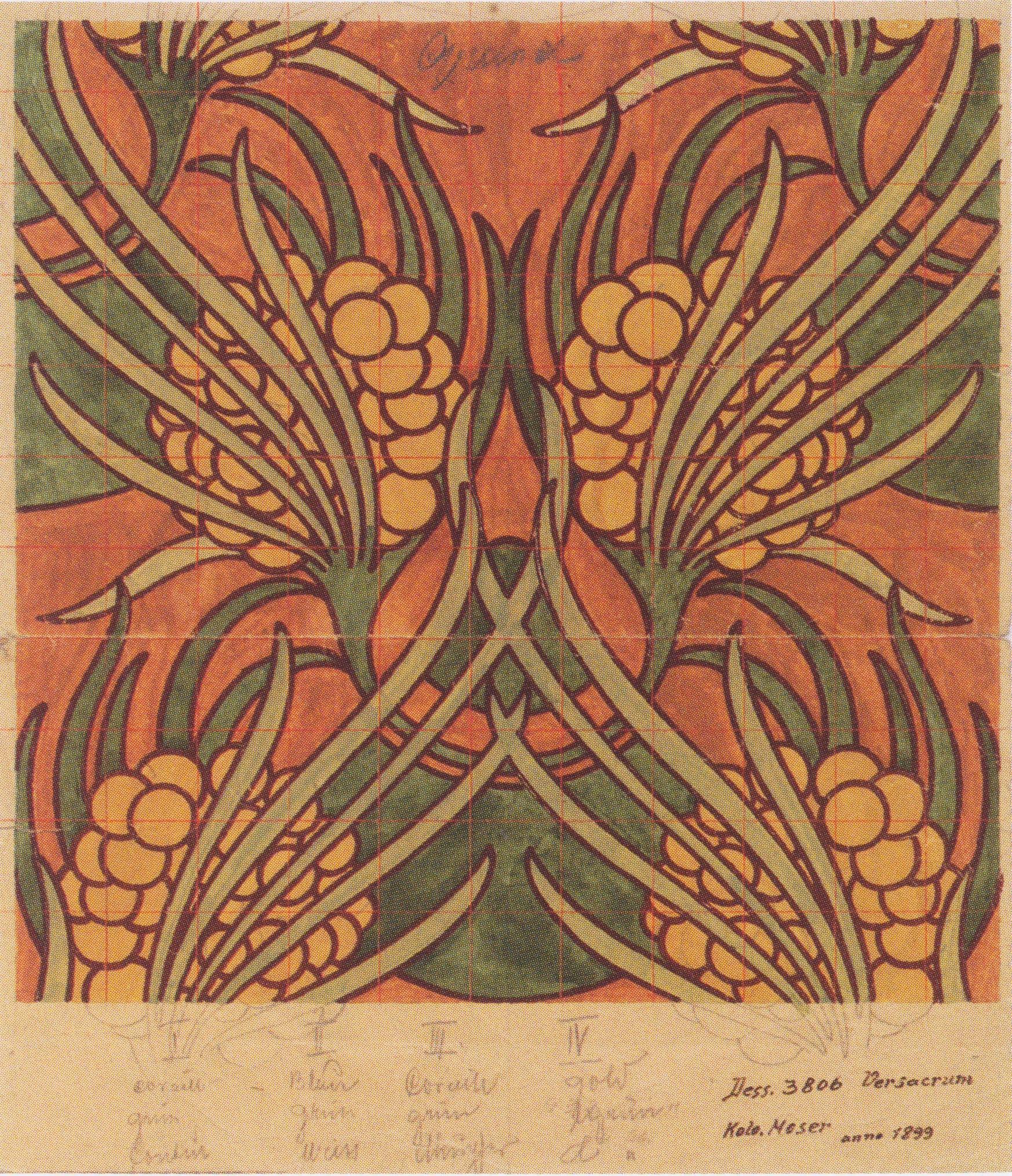
طراحی پارچه
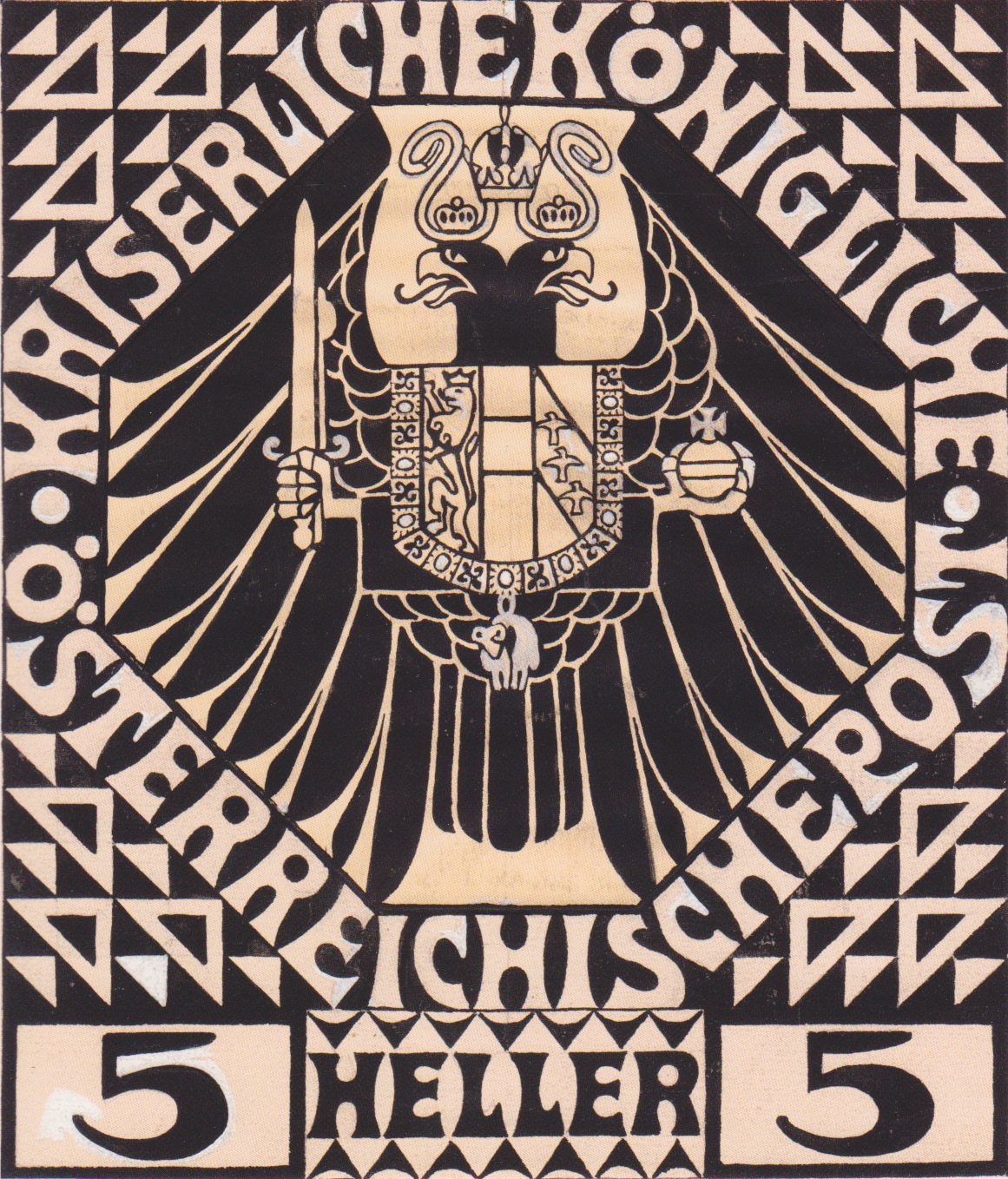
طراحی تمبر
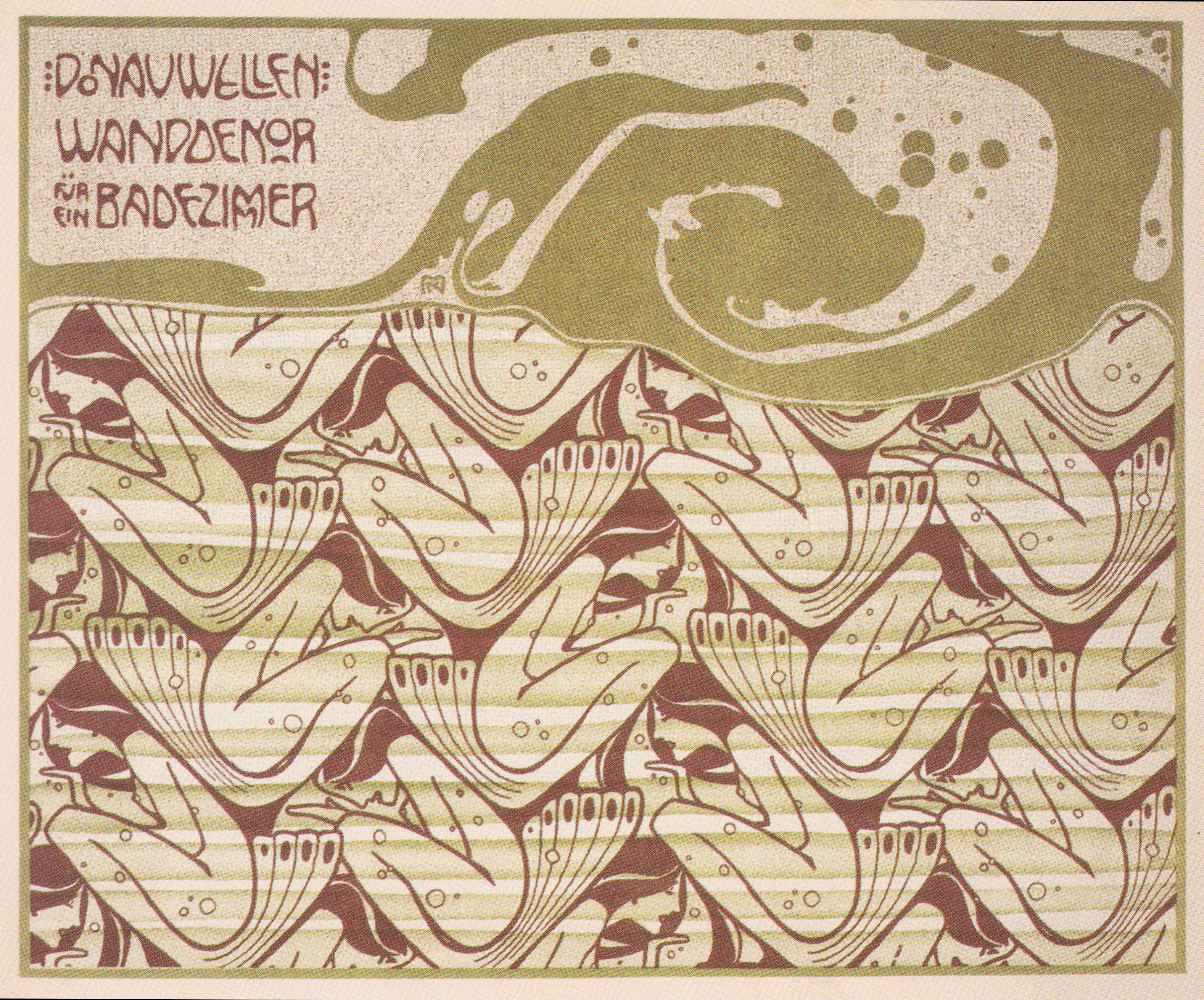
پوستر امواج دانوب
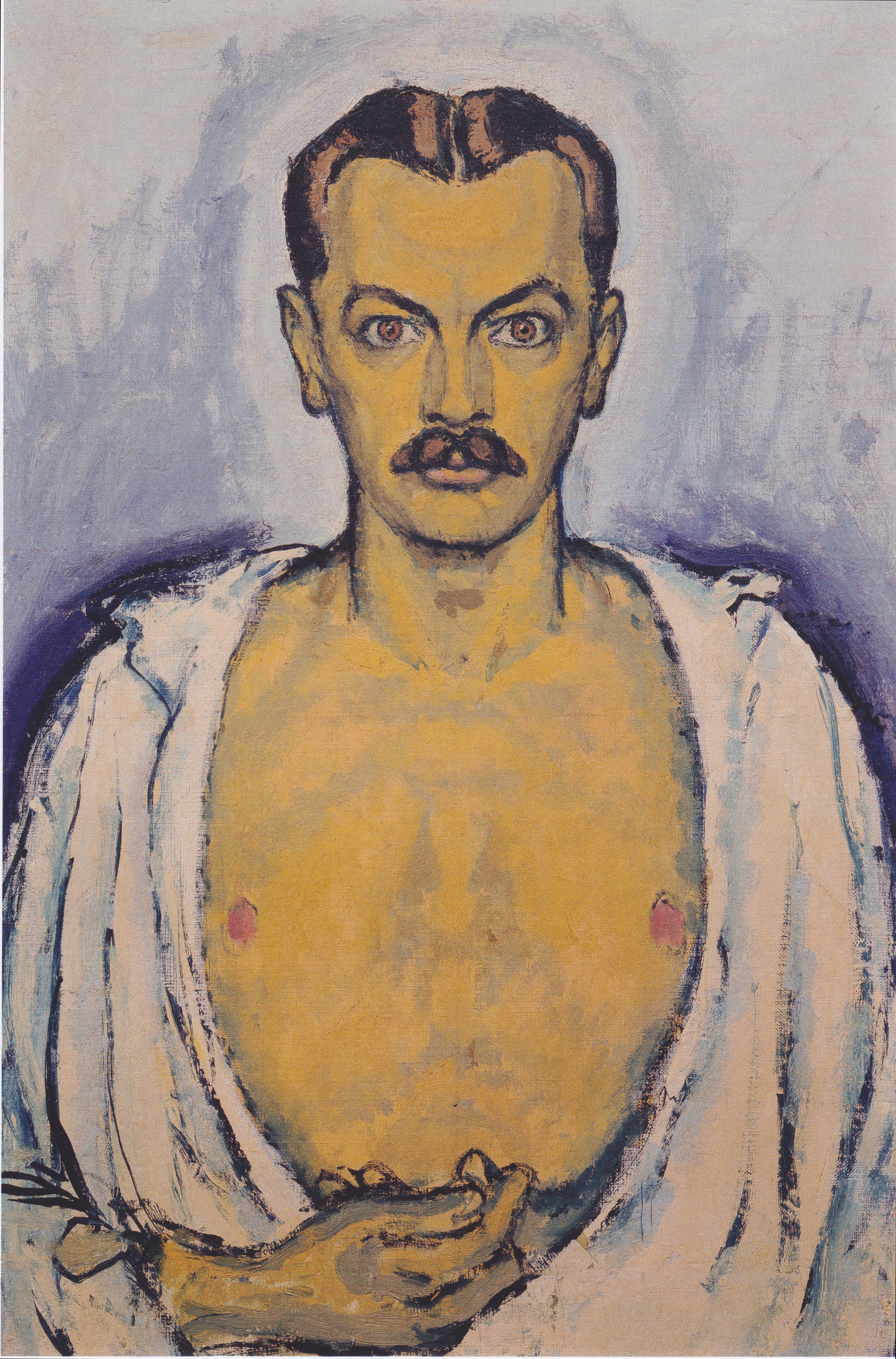
سلف پرتره
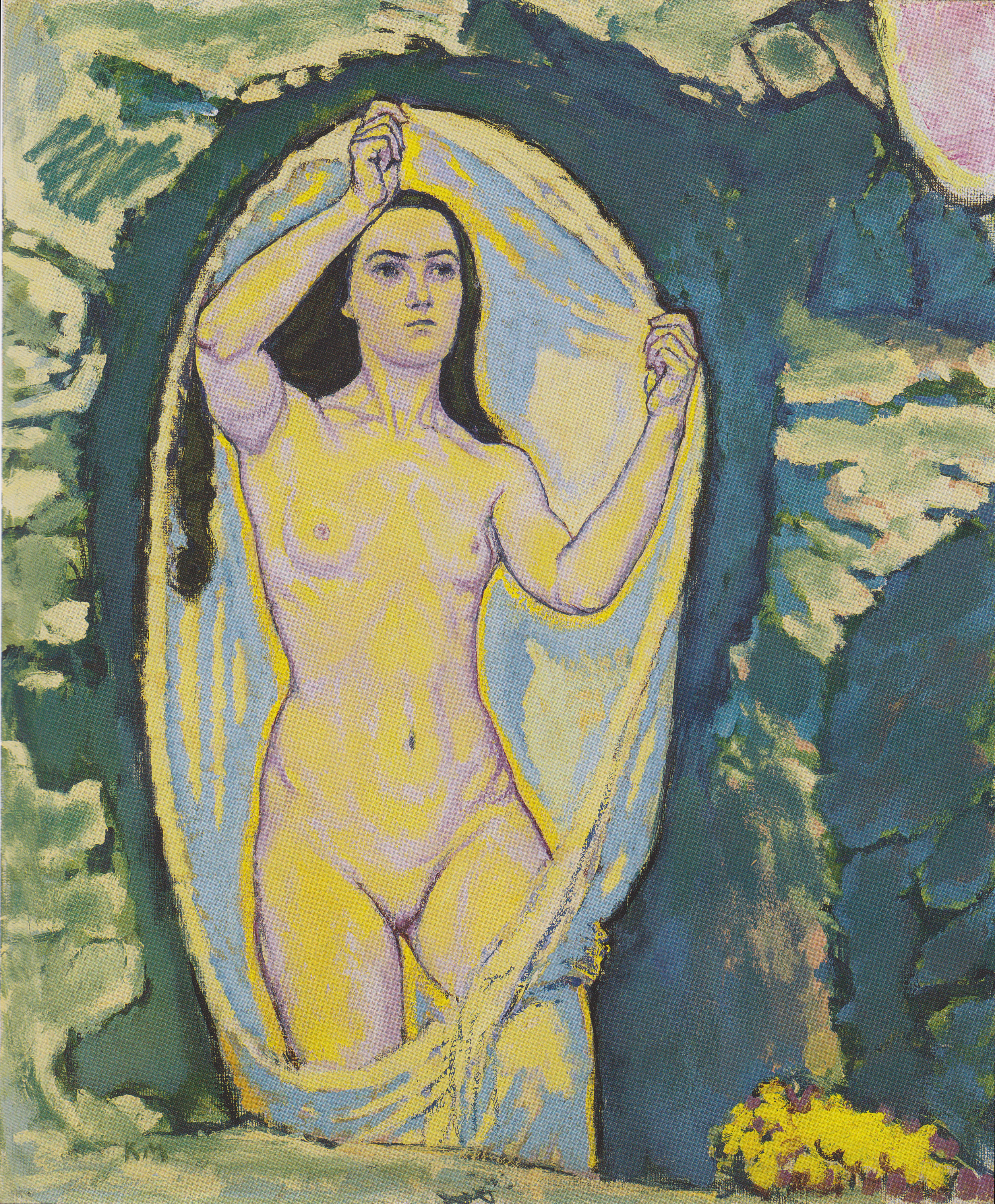
ونوس در غار
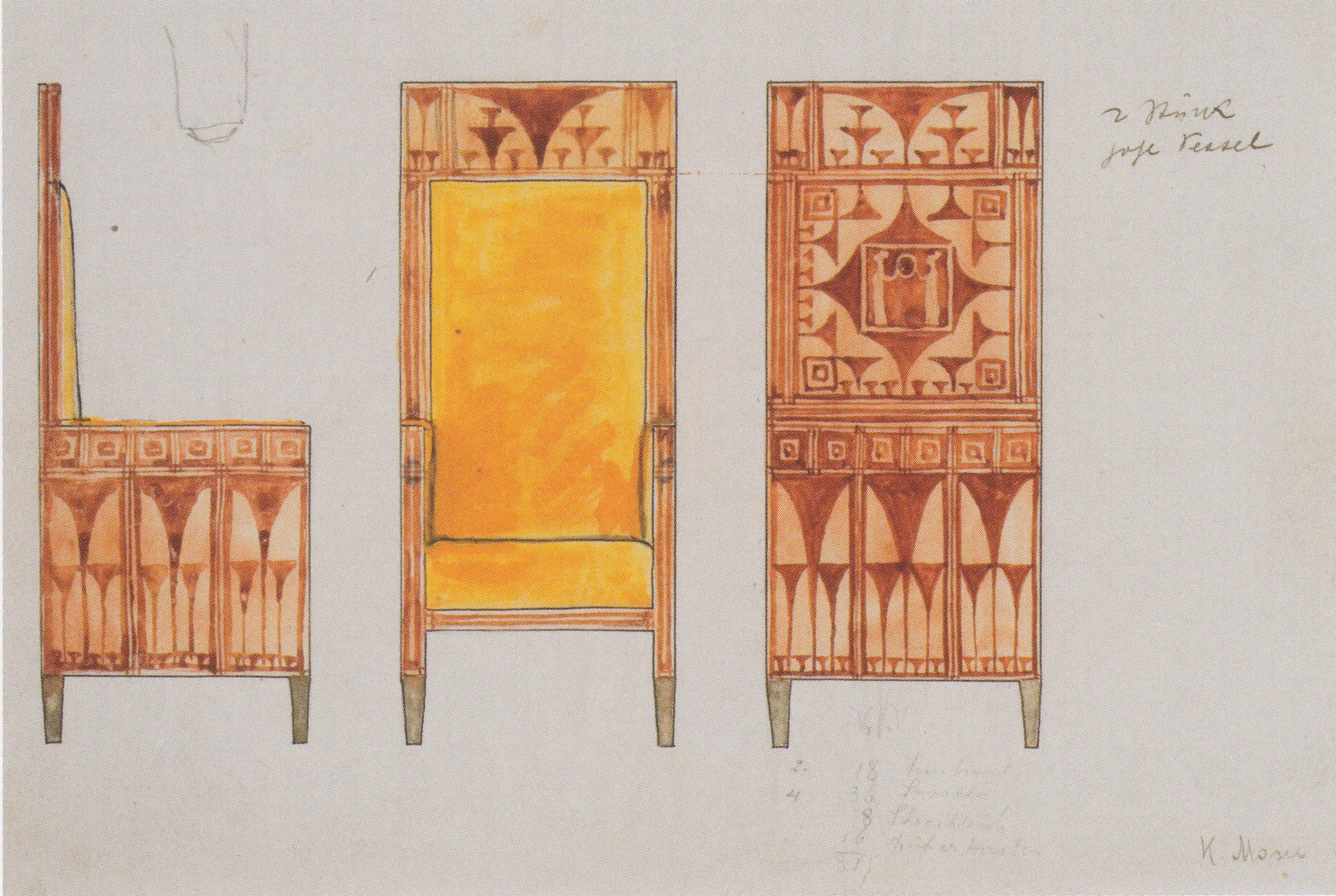
طراحی مبلمان
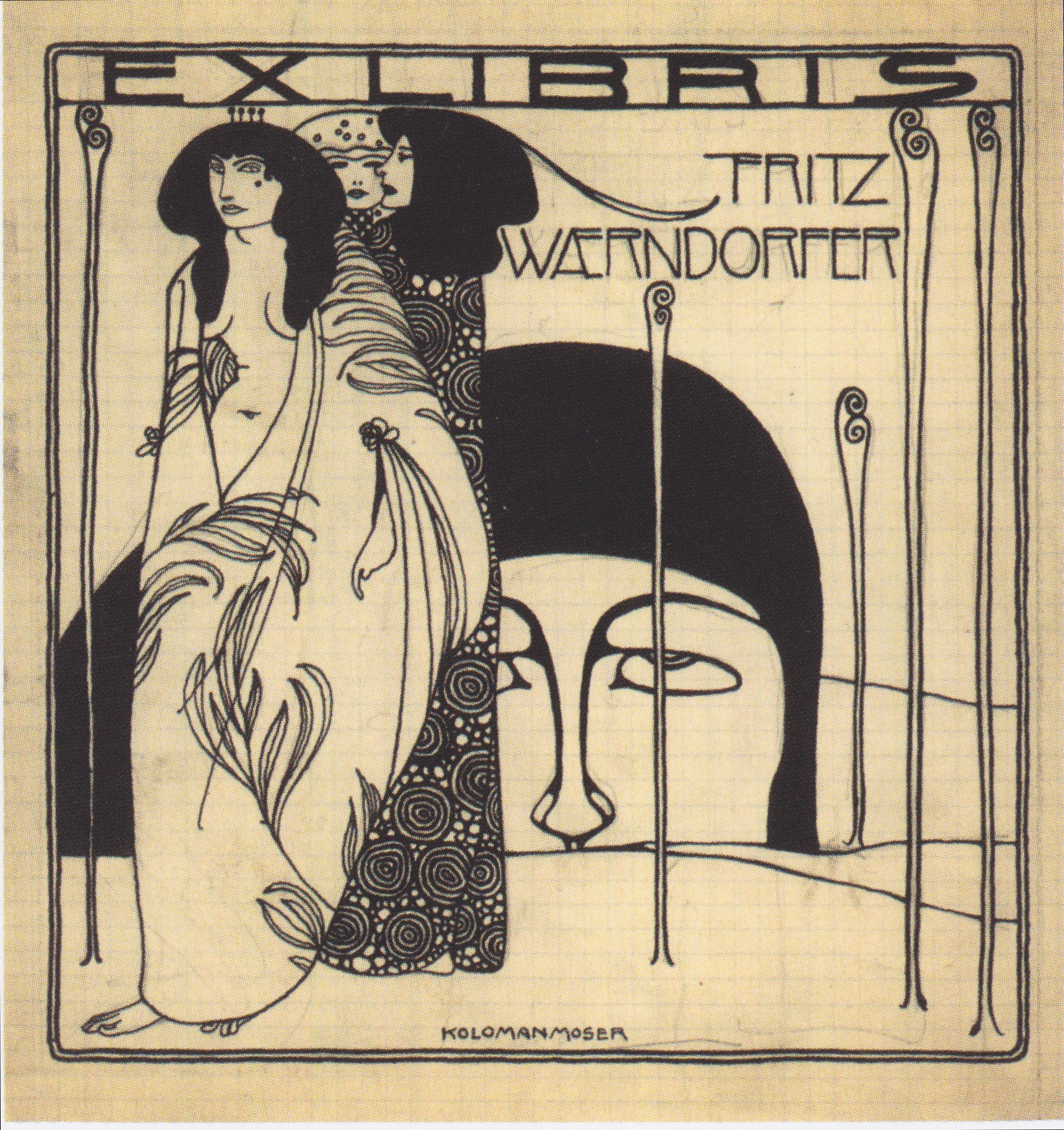
برچسب کتاب